# The Walt Disney Company Germany
The Walt Disney Company est une société créée aux États-Unis en 1923 par Walt Disney mais sa présence en Allemagne n'est pas immédiate. De nombreux produits ont vu le jour en Allemagne et une filiale Walt Disney Company Germany a été créée.
La société est basée à Munich

## Historique

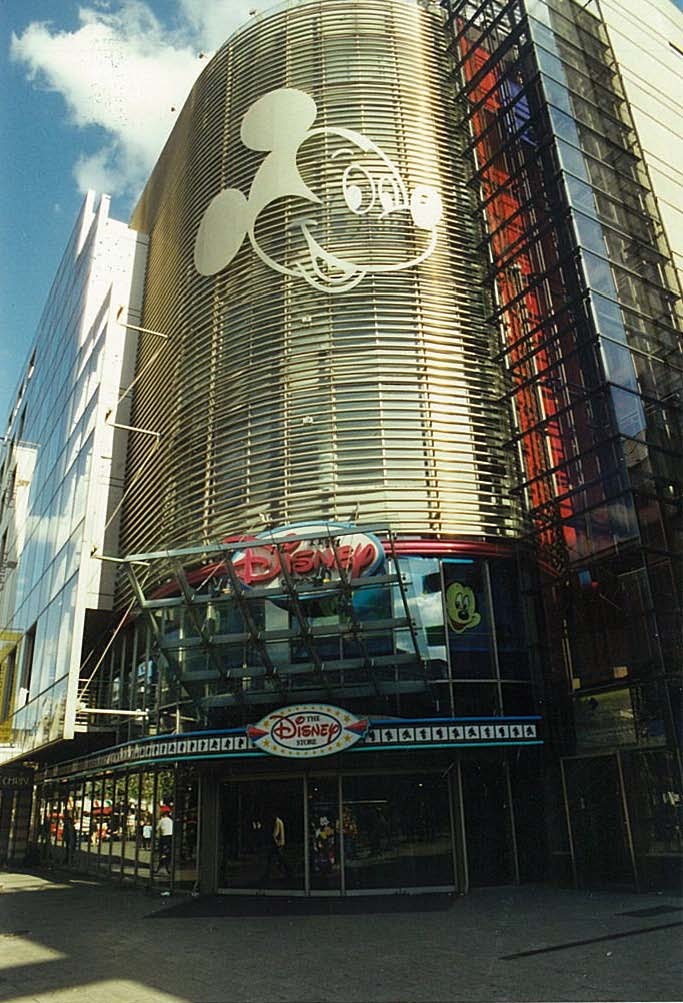
Disney Store à Francfort, ouverte fin 1993, fermée en 1999.

En 1951, l'éditeur Ehapa est fondé par le groupe danois Gutenberghus (depuis renommé Egmont) et lance le magazine mensuel Micky Maus adaptant les histoires américaines. La publication du magazine débute en août 1951 de manière mensuelle.
Au début des années 1960, Walt Disney Productions tourne le film Émile et les Détectives (1964) en Allemagne
En octobre 1993, la première boutique Disney Store allemande ouvre sur le Zeil à Francfort dans la Nobel-Haus, plus grand magasin européen.
Le 27 octobre 1999, la Disney Store de 1 200 m2 de Francfort ferme en raison des problèmes mondiaux de la filiale.
Le 29 août 2007, le groupe allemand Premiere Star annonce le lancement de Playhouse Disney et Toon Disney sur son bouquet satellite à partir du 1er septembre
Le 23 septembre 2012, la presse évoque un possible rachat de Das Vierte par la Walt Disney Company. Le contrat de vente pour un montant non révélé est confirmé le 25 septembre 2012,.
Le 17 avril 2013, Disney annonce qu'elle va utiliser le signal de Das Vierte pour lancer en janvier 2014 une chaîne Disney Channel gratuite qui sera en compétition avec ses bouquets payants et ses autres actifs allemands, Super RTL et RTL II. Le 1er mai 2013, la chaîne Super RTL annonce le départ du représentant de Disney Channel à son comité de direction et de l'arrivée d'un directeur d'ESPN, autre filiale de Disney, pouvant présager du contenu sportif sur la chaîne.
Le 3 février 2014, Disney annonce le lancement de Disney XD et Disney Junior en HD en Allemagne sur Teleclub. Le 28 mars 2014, Disney Channel signe un contrat avec Kabel Deutschland, filiale allemande de Vodafone pour distribuer la chaîne sur le câble et toucher 37,7 millions de foyers au lieu de 3 millions actuellement. Le 4 juillet 2014, Lars Wagner directeur de Disney Channel Deutschland explique que la nouvelle chaîne allemande s'appuie sur une programmation dédiée, des émissions nouvelles comme anciennes et une agence de publicité interne globale.
Le 20 janvier 2016, Sky Deutschland et Disney Cinemagic lance une chaîne éphémère du 18 mars au 3 avril nommée Sky Disney Prinzessinnen qui proposera 26 films de Princesses Disney.
Le 27 novembre 2017, Disney Germany a signé un contrat de diffusion avec la plateforme Pantaflix lancée en juillet 2016,.
Le 12 janvier 2018, Lars Wagner quitte sa position de responsable de l'innovation numérique et du marketing chez Disney Germany pour la division numérique de Geobra Brandstätter, fabricant des Playmobil.
Le 1er octobre 2019, Disney Cinemagic cesse sa diffusion et Disney XD est retiré de Sky, en prévision du lancement de Disney+,.
Ainsi, Disney XD cesse sa diffusion le 31 mars 2020,.

## Thématique

### Télévision
- Disney Channel Deutschland
  - Disney Junior
- Super RTL détenu par Disney (50 %) et Mediengruppe RTL Deutschland (50%)
- RTL II, détenu par Mediengruppe RTL Deutschland (35,9 %), Tele München Gruppe (17,5 %) et Disney (17,5 %)

Anciennement :
- Disney Cinemagic (2009-2019)
- Disney XD (2009-2020)

### Presse
Au travers de Egmont Ehapa Verlag, filiale allemande du danois Egmont
- Micky Maus